# Crnogorski Senat
Crnogorski Senat, u početku pod imenom (orig. na crnogorskom) Praviteljstvujušči senat crnogorski i brdski, tijelo kombinirane upravne i sudske vlasti.

### Utemeljenje
Crnogorski Senat je utemeljen 1831. godine, kada i Garda i Perjanici, za doba vladara Petra II. Petrović Njegoša.

### Ovlasti
Odluke Crnogorskog Senata imale su odraza na cjelokupni društveni i politički život Crne Gore. Crnogorski Senat sudio je u pvoodu svih vrsta sporova, od najmanjih do krvne osvete, izdavao isprave o vlasništvu, davao odličja, donosio odluke o pomilovanju i izgnanstvu, službeno komunicirao sa stranim vladama, verificirao propise o trgovini, javnim radovima, vojnim poslovima, mobiliziranju i slično.

### Proširenje ovlasti
Od 1868. Crnogorski Senat imao je ovlasti voditi državne financije, a 1874. formirane su i njegove posebne uprave:
- Uprava za unutarnja djela,
- Uprava za financije,
- Uprava za vojne poslove,
- Uprava za prosvjetu i
- Kancelarija za vanjske poslove.

Na čelu ovih uprava bili su pojedini senatori koje je postavljao crnogorski monarh.
Crnogorski Senat imao je svoj pečat kojim je ovjeravao svoje dokumente, a nosio je naziv  Mohur vse Černie Gori.

## Povijest i sastav
U početku popunjen sa 16 crnogorskih senatora, narodnih prvaka, no u siječnju 1832. za predsjednika ovog tijela imenovan je Ivan Vukotić, a za potpredsjednika Matija (Mateja) Vučićević. I Vukotić i Vučićević, premda etnički Crnogorci, bili su ruski državljani. Njegoš ih je kao vladar osobno imenovao te potpisao ukaz o imenovanju Vukotića, Vučićevića i svih drugih senatora.
No, već 1834. Vukotić i Vučićević sukobili su se s Njegošem, tako da su bili smijenjeni. Tek su 1837. izabrani novi predsjednik Pero Petrović (Njegošev brat), i potpredsjednik, Savo Petrović.
Ostali su senatori bili:
- Stevan Vukotić, Filip Đurašković, Milo Martinović, Andrija Perović, Marko Plamenac, Mihailo Bošković, Todor Božović, Vukale Gađ, Mićo Vukmanović, Božo Đekić, Čoketa Uskoković, Spaho Drekalović.

Tijekom vladavine knjaza Danila I. Petrovića brojnost je bila između 9-14 senatora, a Crnogorski Senat u tom je razdoblju dobio tajnika. Kako su senatori bili iz raznih crnogorskih plemena, nisu svi stalno bili u prijestolnici Cetinju, već su obično njih trojica ili četvorica obavljali poslove.

### Ukidanje Senata
Crnogoski Senat djelovao je do ožujka 1879. kada je knez Nikola I. Petrović donio odluku o njegovu ukidanju, jer su umjesto njega osnovana crnogorska ministarstva i Državni savjet, a posljednji predsjednik Crnogorskog Senata, vojvoda Božo Petrović, postat će prvi predsjednik Ministarskog vijeća.

## Predsjednici Crnogorskog Senata
- Ivan Vukotić (1832. – 1834.)
- Pero Petrović (1837. – 1853.)
- Đorđije Petrović (1853. – 1857.)
- Mirko Petrović (1857. – 1867.)
- Božo Petrović (1867. – 1879.)